# 朱陽鎕
鄒平恭懿王朱陽鎕（1447年—1509年），明朝魯藩第二代鄒平王，鄒平莊靖王朱泰塍的庶第二子。

## 生平
景泰二年（1451年）五月，獲賜名陽鎕。天順七年（1463年）十月，鄒平莊靖王朱泰塍去世。成化三年（1467年）五月，朱陽鎕襲封鄒平王。
正德四年（1509年）二月，朱陽鎕去世，享年六十三歲，諡號恭懿。
朱陽鎕原配張氏無嗣，妾周氏生下二子朱當潩、朱當淎後又納丁氏為內助。朱陽鎕非常寵幸丁氏及其子朱當涼，於是先後奏封朱當涼與丁氏為長子、繼妃。朱陽鎕去世後，朱當潩與朱當涼爭襲鄒平王。禮部尚書費宏等人認為，按照舊例，宗室正妃已故而有嫡庶子者，只允許选娶内助，不得封授继妃，因此丁氏屬於冒封，朱當潩、朱當涼二人均為庶子，當以長幼為序。正德九年（1514年），朱陽鎕庶長子鎮國將軍朱當潩襲爵。

## 家庭

### 妻妾
- 張氏，東城兵馬副指揮張杲女，成化三年（1467年）五月冊為鄒平王妃[3]。
- 丁氏，弘治七年（1494年）十一月冊為鄒平王繼妃[7]，生朱當涼、朱當浰、朱當瀾，正德八年（1513年）九月革繼妃封號[8]。
- 周氏，生朱當潩、朱當淎[5]。

### 子孫
- 庶長子：鎮國將軍→鄒平莊定王朱當潩
- 庶第二子：朱當淎[9]
- 嫡子→庶子：鄒平長子→鎮國將軍朱當涼[7][5][10]
  - 孫：輔國将军朱健柯[11]
    - 曾孫：奉國將軍朱觀炩[12]
- 第五子：朱當湞[13]
- 嫡第六子→庶第六子：鎮國將軍朱當浰[14]
- 嫡第七子→庶第七子：朱當瀾[15]